# Bartolomé de Santamarca

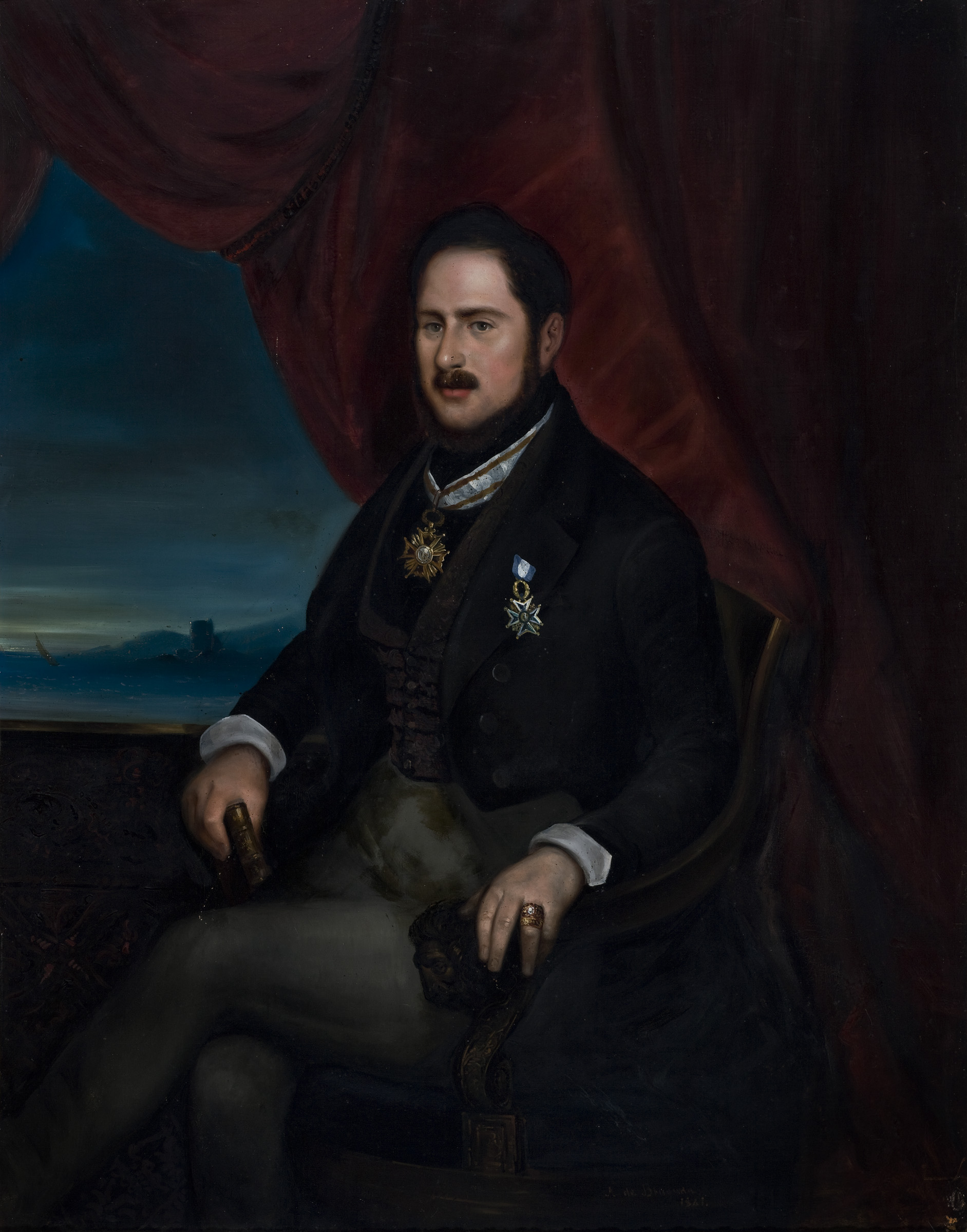
Antonio de Brugada, Bartolomé de Santamarca, I conde de Santamarca, 1841, óleo sobre lienzo, 125,5 x 99,5 cm Madrid, Fundación Santamarca.

Bartolomé Eladio de Santamarca y Donato (Almería, 1806-París, 1874), I conde de Santamarca, fue un banquero y agente de bolsa español, senador vitalicio en los últimos años del reinado de Isabel II.

## Biografía
Ejemplo característico del ascenso de la burguesía adinerada durante el reinado de Isabel II merced a la inversión especulativa en bienes desamortizados, títulos de la deuda pública y compañías ferroviarias, en 1841 fue nombrado caballero Gran Cruz de Isabel la Católica y de la Orden de Carlos III, gentilhombre de cámara en 1849 y en 1863 conde de Santamarca por gracia del papa Pío IX, condado reconocido como título del reino por Isabel II un año más tarde, culminando el proceso de ennoblecimiento con el matrimonio de su hija Carlota con Juan de Zavala, conde de Paredes de Nava y más tarde duque de Nájera y marqués de Sierra Bullones, general de caballería.
Comprador de bienes desamortizados en Extremadura, en 1845 se adjudicó completa por 8 401 000 reales la dehesa Encomienda de Benavente en Zarza la Mayor, una de las mayores fincas sacadas a subasta en Extremadura, con una extensión de 10 582 fanegas y 22 225 árboles, con intención de cederla y no de explotarla directamente. Un año más tarde formaba parte de la junta de gobierno de la proyectada compañía del Camino de Hierro Central de España de Madrid por Mérida a Badajoz, que se pretendía constituir con un capital de 200 000 000 de reales de vellón. Fue también vocal desde su fundación de la junta de gobierno de la Sociedad Amiga de la Juventud, sociedad anónima dirigida, entre otros, por Nazario Carriquiri, cuyo objetivo era asegurar las dotes de las jóvenes inscritas y pagar la cuota a los jóvenes a los que por sorteo hubiese correspondido prestar el servicio militar, vocal de la Caja de Ahorros de Madrid y consejero del Banco de España.
Nombrado senador vitalicio el 30 de enero de 1864, para formar la renta de setenta mil reales que exigía la Constitución para optar al cargo de senador declaró la propiedad de la casa de la calle de Alcalá números 70, 72 y 72 duplicado, inmueble valorado en 318 205 reales, por el que pagaba una contribución de 39 458 reales. Santamarca adquirió el solar de las que se conocían como casas del Chantre a los condes de Campo Alange en 1846 y el mismo año encargó al arquitecto José Alejandro y Álvarez los planos de su casa-palacio, concluida un año más tarde. Se trataba de un edificio de tres portales y cuatro plantas construido en el estilo clasicista ecléctico propio de la época, con una ordenación a base de pilastras en la planta noble y segunda y hermas en el ático, del que el conde se reservaba un tercio y el jardín de la parte posterior, destinando a alquileres los dos tercios restantes. Santamarca reunió además en su casa-palacio una importante colección de pintura, lo que se podría interpretar como parte del mismo proceso de ennoblecimiento por la asunción de modos de vida propios de la aristocracia, aunque en su caso no estaría exenta de cierto gusto artístico propio. Junto a notables piezas de maestros antiguos —bodegones y floreros de Mateo Cerezo, Juan de Arellano, Jan Philip van Thielen y Margarita Caffi; un raro Triunfo de la Eucaristía de Clemente Rodil, pintor solo conocido por esta obra, una Magdalena de José Antolínez o los seis lienzos de la serie de Juegos de niños de Goya— la presencia de obras de artistas contemporáneos hace pensar en el ejercicio de cierta actividad de mecenazgo, de la que se habría visto beneficiado principalmente el marinista Antonio de Brugada. Brugada, que a pesar de la diferencia de edad que los separaba había llegado a ser amigo de Goya en Burdeos, residió algún tiempo en las «casas de Santamarca» y los más de treinta óleos de diversos tamaños conservados en la Fundación Santamarca, heredera de la colección del conde, constituyen el mayor conjunto de obras del artista existente. Con una manifiesta preferencia por la pintura de paisaje, los pintados por Vicente Camarón, representado en la colección con no menos de diez lienzos, y los cuatro óleos de Jenaro Pérez Villaamil fechados en los mismos años en que se construía la casa-palacio, parece probable que fuesen también encargos directos hechos a los artistas, junto con los consabidos retratos familiares firmados por Antonio Gómez Cros y Bernardo López Piquer.
Tras la Revolución de 1868, exiliado en París, fue uno de los testigos de la abdicación de Isabel II en favor de su hijo el futuro Alfonso XII.